# Теофанија Атинска
Теофанија (грчки: Θεοφανω; умрла после 811.) је била византијска царица, супруга Ставрикија. Према хроници Теофана Исповедника, Теофана је била рођака царице Ирине (797-802). Обе су биле из Атине, али је степен њиховог сродства непознат. 

## Биографија

### Брак
О Теофанијином раном животу ништа није познато. Удала се 20. децембра 807. године за Ставрикија. Датум венчања забележио је Теофан Исповедник. Ставрикије је био једини познати син цара Нићифора I. Био је очев савладар 803. године. Теофана је била верена за другог човека, али је та веридба раскинута, како би се удала за Ставрикија. Вероватно је изабрана због потребе легитимизације Ставрикијевог доласка на власт и повезивања са претходником. Сматра се да је њен таст био удовац у време када се Теофанија удала за Ставрикија. Како Нићифор није имао супругу, Теофанија је била једина византијска царица. 

### Царица
Нићифор је убијен 26. јула 811. године. Погинуо је у рату против бугарског кана Крума у бици код Плиске. Велики део византијске војске био је уништен у овој бици, те се она сматра једним од највећих пораза Византије у ратовима са Бугарском и једним од највећих пораза у византијској историји уопште. Међу неколицином преживелих налазио се и Ставрикије, који је преузео власт у Цариграду. Ипак, Ставрикије из битке код Плиске није изашао неповређен. Рањен је у врат мачем, те је остао парализован. Припадници царске гарде успели су да га пребаце у Хадријанопољ, али се од повреде никада није потпуно опоравио. Питање Ставрикијевог наслеђа било је проблематично. На двору су се појавиле две фракције. Једни су били присталице Теофаније, која је по неким изворима желела да влада уместо свог супруга. Други су били за његову сестру Прокопију, која је настојала да на престо доведе свог супруга Михаила Рангабеа. Ставрикије је одабрао Теофанију за своју наследницу. Племство је, међутим, већим делом стало на страну њихових противника. Разлог је био тај што су они добро памтили владавину Ирине, те нису желели нову царицу на престолу. Други разлози су неуспех у рату са Бугарима и преговори са Карлом Великим око легитимитета његове царске круне. Ставрикије је најавио да ће именовати Михаила за наследника, али је од тога убрзо одустао. 

### Замонашење и последње године
Након пада са власти, Теофанија и Ставрикије су се замонашили. Теофан Исповедник бележи да је Теофанија основала манастир. Он је имао чудно име: "Ta Hebraïka", што на грчком значи "јеврејски". Датум Теофанијине смрти није познат. Константин VII Порфирогенит је у 10. веку забележио да је краљевски пар делио заједнички гроб у манастиру Свете Тројице у Цариграду.